# Aleksandr Iljinski
Aleksandr Aleksandrowicz Iljinski (ros. Алекса́ндр Алекса́ндрович Ильи́нский, ur. 12 stycznia?/24 stycznia 1859 w Carskim Siole, teraz Puszkin, zm. 23 lutego 1920 w Moskwie)  – rosyjski kompozytor, pedagog, historyk i teoretyk muzyki.

## Życiorys
Studiował w berlińskim konserwatorium grę fortepianową u Theodora Kullaka, a latach 1881–1884 kompozycję w Hochschule für Musik w Berlinie u Woldemara Bargiela. W 1885 ukończył eksternistycznie kompozycję w Konserwatorium Petersburskim . 
Po ukończeniu studiów zajął się działalnością pedagogiczną. Wykładał w Szkole Muzyczno-Dramatycznej Towarzystwa Filharmonicznego w Moskwie, gdzie w latach 1885–1905 prowadził klasę fortepianu i kompozycji, uczył także przedmiotów teoretycznych. Od 1905 wykładał w Konserwatorium Moskiewskim teorię muzyki, historię muzyki i kompozycję .
W jego twórczości mieszczą się różnorodne gatunki muzyczne, choć wyróżniają się duże formy orkiestralne, m.in. Scherzo symfoniczne i Tańce chorwackie. Jako historyk muzyki znany jest przede wszystkim z książki Biografie kompozytorów IV–XX wieku z rozdziałem o polskich muzykach, który przygotował Henryk Pachulski .
Pochowany na Cmentarzu Nowodziewiczym w Moskwie.